# 克拉里翁岛

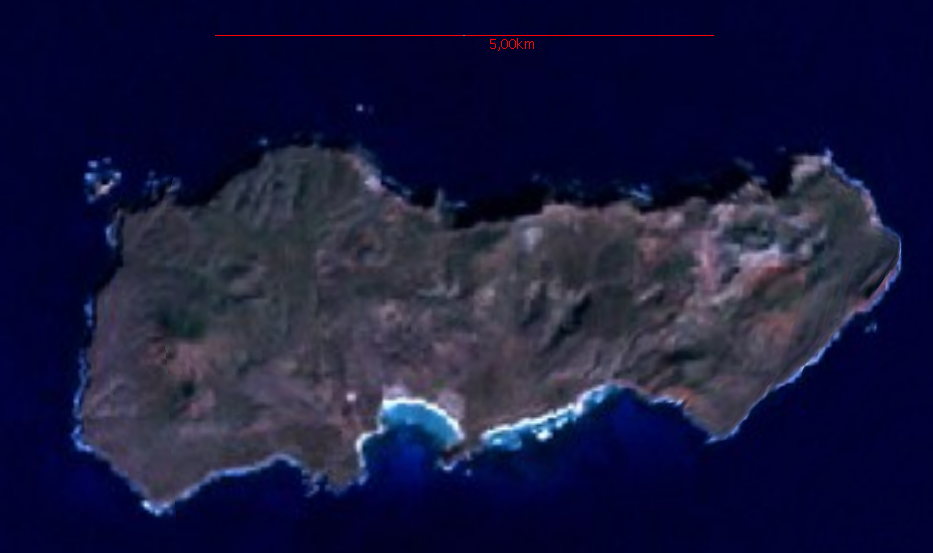
克拉里翁岛

克拉里翁岛是墨西哥雷维利亚希赫多群岛中的一座岛屿，位于太平洋中，为雷维利亚希赫多群岛最西的岛屿。该岛距墨西哥本土700公里，距索科罗岛314公里。克拉里翁岛总面积19.80 km²，东西长约8.544 公里，南北宽约3.686公里。该岛最高峰海拔335 m。